# Druhý list Petrův

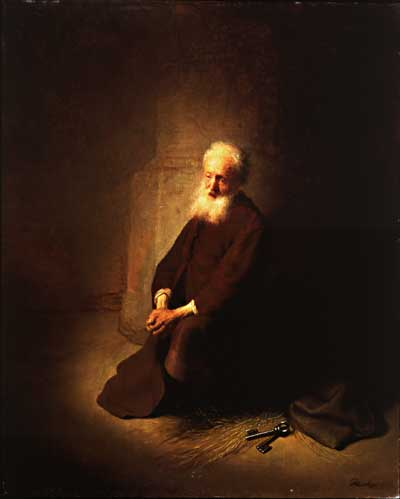
Rembrandt: Sv. Petr ve vězení.

Druhý list Petrův (zkratka 2P nebo 2Pt) je list (epištola) Nového zákona, jeden z tzv. obecných či katolických listů, tradičně připisovaný apoštolu Petrovi. Byl napsán řecky buď v době, kdy Petr byl biskupem v Římě (tj. před rokem 65), anebo spíše někým z jeho žáků v letech 100–150.
Druhý list Petrův se obrací ke křesťanům vůbec, a to jménem apoštola Petra. Varuje před kazateli novinek (snad gnostiky) a vysvětluje, proč očekávaný druhý příchod Kristův (parusie) ještě nenastal. Odklad soudu je jen výraz Boží trpělivosti, která nechce, aby lidé zahynuli a dává jim tedy ještě čas. Ačkoli se autor výslovně označuje jako apoštol Petr, od starověku o tom někteří pochybovali, například Origenes; Eusebius zaznamenává pochybnosti svých současníků, ale sám obhajuje autenticitu listu. Důvodem pochybností je odlišný styl, námitky, že druhý příchod ještě nenastal, a fakt, že list cituje Pavlovy listy jako obecně známé. 1Pt 3,4 hovoří o době, kdy „zesnuli Otcové“, tj. patrně první apoštolská generace. Text 2Pt kromě toho vykazuje řadu paralel s Listem Judovým: srv. 2Pt 1,5 s Ju 3, 2Pt 1,12 s Ju 5, 2Pt 3,2n s Ju 17n, 2Pt 3,14 s Ju 24 a 2Pt 3,18 s Ju 25.
Přesto se list obecně uznával jako kánonický, definitivně od doby Jeronýmovy (4. stol).
Nejstarší dochovaný text epištoly se nachází v rukopise {\displaystyle {\mathfrak {P}}}72 z přelomu 3. a 4. století.

## Citáty
| „           | Především vám chci říci, že ke konci dnů přijdou posměvači, kteří žijí, jak se jim zachce, a budou se posmívat: "Kde je ten jeho zaslíbený příchod? Od té doby, co zesnuli otcové, všecko zůstává tak, jak to bylo od počátku stvoření." | “ |
| — 2Pt 3,3-4 | |   |

| „          | Den Páně přijde jako přichází zloděj. Tehdy nebesa s rachotem zaniknou, vesmír se žárem roztaví a země se všemi lidskými činy bude postavena před soud. | “ |
| — 2Pt 3,10 | |   |

| „          | Podle jeho slibu čekáme nové nebe a novou zemi, ve kterých přebývá spravedlnost. | “ |
| — 2Pt 3,13 |                                                                                  |   |